# Кузнецовщина
Кузнецо́вщина (рос. Кузнецовщина) — присілок у складі Юр'янського району Кіровської області, Росія. Входить до складу Мідянського сільського поселення.
Населення становить 6 осіб (2010, 6 у 2002).
Національний склад станом на 2002 рік — росіяни 100 %.